# Омер-бег Сулејманпашић
Омер бег Сулејманпашић Деспотовић Скопљак (Оџак, 1870—1918) био је српски књижевник. Рођен је 1870. године у Оџаку, где је живео до своје петнаесте године. Његов отац Мустај-бег је 1884. године одлучио да се са породицом исели из окупиране Босне, али се предомислио, задржао и населио у Сарајеву. По завршетку школовања у сарајевској Руждији, Омер-бег је почео да се бави књижевношћу. Прву песму, „Ружа и срце“, објавио је 1893. године у листу Бошњак. Касније постаје вишегодишњи сарадник Босанске виле и мостарске Зоре. Истовремено је сакупљао народне песме босанских муслимана, испеваних у српском десетерцу. Две песме су објављене у Вили (Женидба бега Омер-бега и  Женидба Ћејванагић Мехе) а рукописи осталих 29 песама са укупно 5451 стихом чувају се у Етнографској збирци Српске академије наука и уметности. Због свог просрпског деловања Омер-бег није могао да се задржи у Сарајеву и 1899. вратио се у родни Оџак. У нападима објављиваним у Bošnjaku и Beharu претећи му је саветовано да иде у Србију и да тамо слави „српског Светог Саву“. Са Мостарцем Смаил-агом Ћемаловићем 1906. године покреће лист Босанско – херцеговачки гласник, у којем је сарађивао и Осман Ђикић.
Омер-бег је умро 1918. године, пред крај Првог светског рата, највероватније од шпанске грознице. Према сведочењу бугојанског проте Јове Поповића, на његовом надгробном споменику, поред уобичајеног арапског натписа урезано је, ћирилицом: Омер-бег Сулејманпашић, српски песник. Ћирилични натпис избрисале су усташе током Другог светског рата.